# Отмъщението (филм, 2002)
„Отмъщението“ (на полски: Zemsta) е полски филм от 2002 година, комедия на режисьора Анджей Вайда по негов собствен сценарий, базиран на популярната едноименна пиеса на Александер Фредро от 1834 година.
В центъра на фарсовия сюжет е нахален авантюрист, който се замесва в поредица интриги, опитвайки се да посредничи между двама съсобственици на западнал провинциален замък, принудени да живеят в съседство, въпреки силната си неприязън един към друг. Главните роли се изпълняват от Роман Полански, Януш Гайос, Анджей Северин, Катажина Фигура.